# Wilhelm Ludwig Lehmann

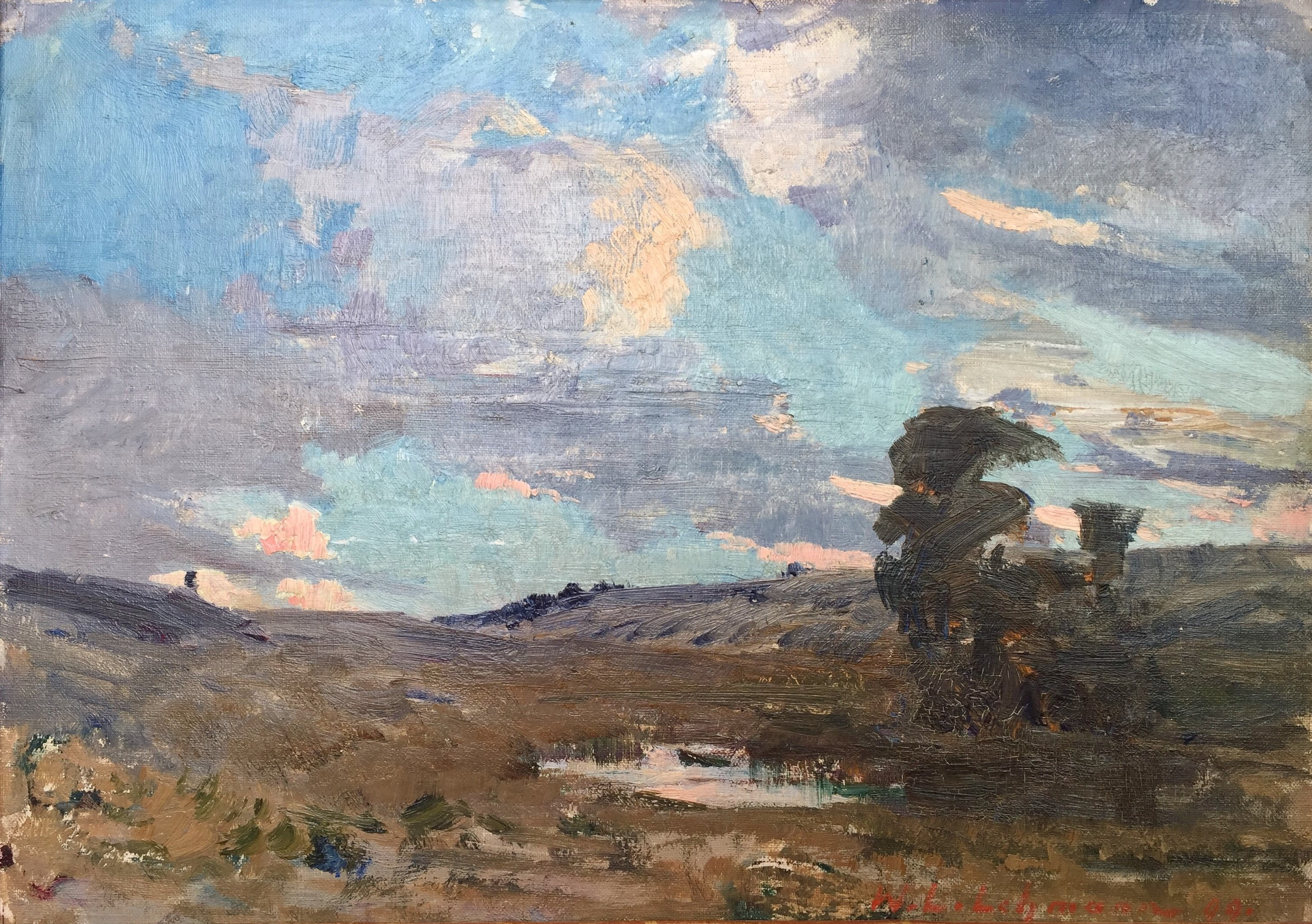
Vannes in der Bretagne, Ölgemälde von 1899

Wilhelm Ludwig Lehmann (* 7. März 1861 in Zürich; † 9. März 1932 ebenda) war ein Schweizer Landschaftsmaler.

## Leben

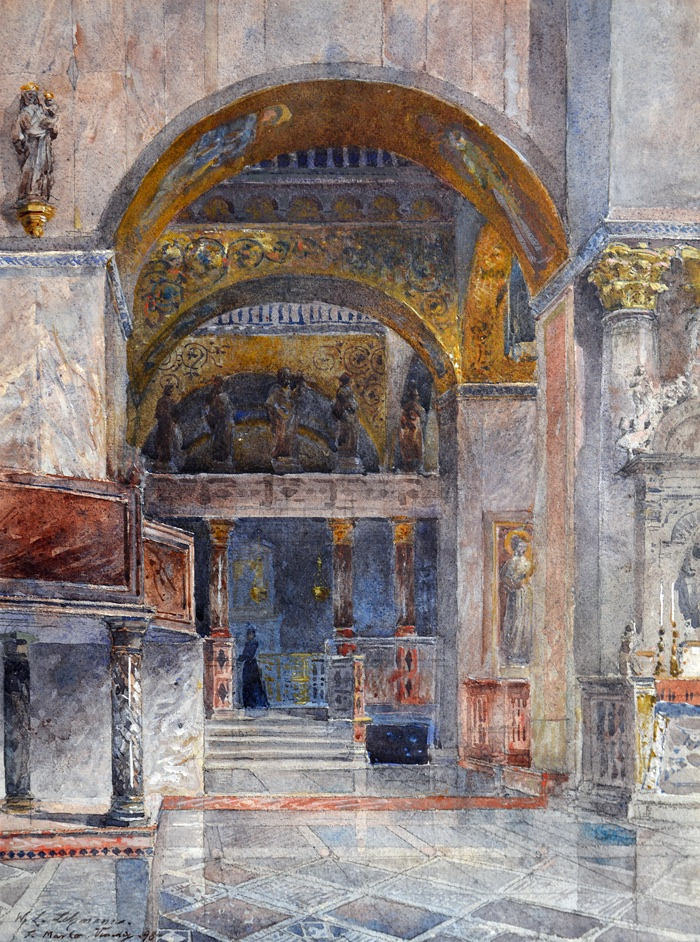
Inneres von San Marco, Aquarell von 1898

Wilhelm Ludwig Lehmann war einer der Söhne des aus Frankenthal (Pfalz) stammenden Mediziners Friedrich Lehmann (1825–1905) und seiner Gattin Friederike, geb. Spatz, Tochter des Kreisbaurats Johann Bernhard Spatz. Er studierte zunächst von 1879 bis 1883 Architektur am Polytechnikum Zürich und arbeitete eine Zeit als Bauführer, bevor er sich der Malerei zuwandte. Er studierte Malerei an der École des Beaux-Arts in Paris, an der Grossherzoglich Badischen Kunstschule Karlsruhe und an der Königlichen Akademie der Bildenden Künste in München.
Lehmann, der mit Arnold Böcklin befreundet war, wurde Mitglied der Münchener Secession und war 1906 deren Schriftführer. 1901 bis 1903 war er Mitglied der Eidgenössischen Kunstkommission und 1903 deren Vizepräsident. Sein Ansehen als Künstler ist durch zahlreiche öffentliche Aufträge für Gemälde und Ausmalungen in öffentlichen Gebäuden der Schweiz dokumentiert. Er lehrte von 1923 bis 1931 an der ETH Zürich Architektur und Landschaftsmalerei.
Neben seinen zahlreichen Landschaften der Schweiz entstanden aufgrund längerer Reisen vor allem Landschaften aus Nordfrankreich (1895–1899), von der Fraueninsel im Chiemsee (1903–1905) und auf der Insel Sylt (1926–1928). Als Autor verfasste er die Biographie seines Zürcher Architekturprofessors Ernst Georg Gladbach und weitere Biographien von Künstlerkollegen wie Konrad Grob, Richard Kissling, Rudolf Koller, Adolf Stäbli oder Albert Welti.
Der Zoologe Fritz Erich Lehmann (1902–1970) war sein Sohn, der Maler Adolf Kleemann (1904–1989) sein Schwiegersohn. Der Bakteriologe Karl Bernhard Lehmann und der Verleger Julius Friedrich Lehmann waren seine Brüder.

## Werke (Auswahl)
Schriften
- Professor Ernst Gladbach. In: Neujahrsblatt der Kunstgesellschaft in Zürich für 1898. S. 1–29 (Wikisource)
- Richard Kissling. In: Neujahrsblatt der Zürcher Kunstgesellschaft. 1920 (uni-heidelberg.de).

Gemälde in öffentlichem Besitz
- Aargauer Kunsthaus, Aarau
- Kunstmuseum Basel

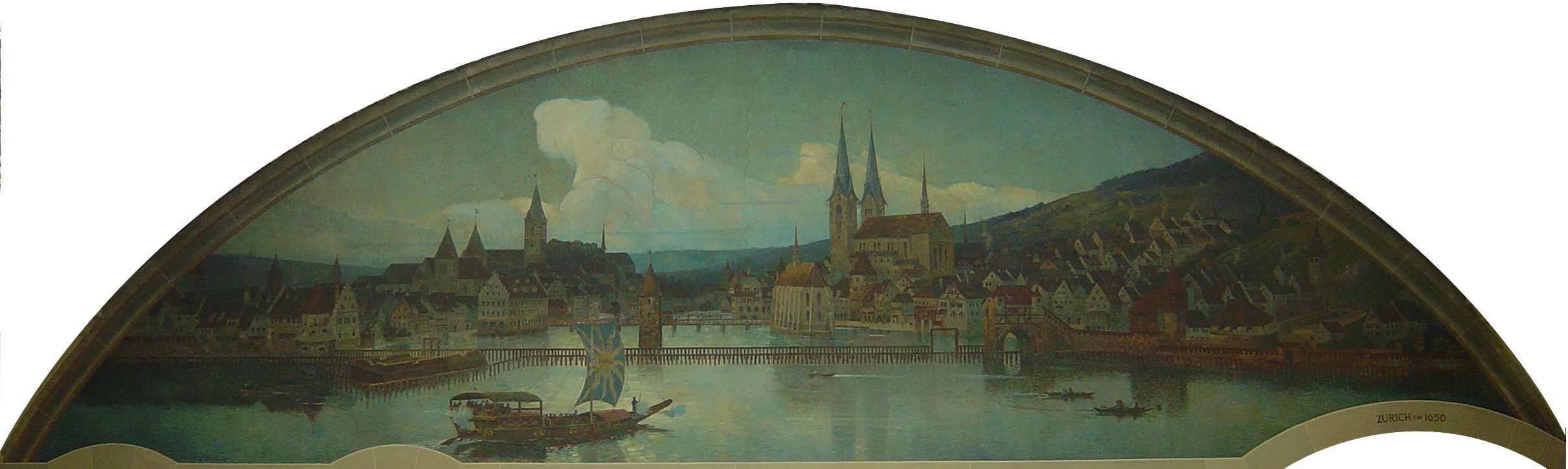
W. L. Lehmanns Fresko Zürich um 1650 im Stadthaus Zürich

- Staatliche Museen zu Berlin (Nationalgalerie)
- Bundeshaus (Bern)
- Museo d’Arte, Lugano
- Neue Pinakothek[2]
- Staatliche Graphische Sammlung München
- Stadthaus Zürich
- Eidgenössisch Technische Hochschule Zürich
- Kunsthaus Zürich